# Gatúnsøen
Gatúnsøen (spansk Lago Gatún) er en kunstig indsø, som blev lavet ved at opdæmme floden Rio Chagres, som udgør en del af Panamakanalen.
Søen blev bygget mellem 1907 og 1913, da Gatúndammen blev rejst i Chagresfloden. Den gang var dette verdens største indsø af jord, og søen var verdens største indsø skabt af mennesket. Indsøen har er areal på 425 km² ved en normal vandstand på 26 m over havfladen, da er der 5,2 kubikkilometer vand i søen.
Siden nedbørsmængden i Panama er meget variabel gennem året og skibstrafikken gennem sluserne gør at meget vand bliver sluppet ud i havet fra søen, er vandet i søen en vigtig del af driften af Panamakanalen.